# Mälaröarnas waldorfskola
Mälaröarnas waldorfskola är en tidigare småort i Ekerö kommun. Småorten omfattar skolkomplexet med samma namn beläget väster om  Drottningholms slott på Lovön i Lovö socken. Vid 2015 års småortsavgränsning hade folkmängden i området minskat till under 50 personer och småorten upplöstes.